# Масгрейв, Эндрю
Эндрю Масгрейв (англ. Andrew Musgrave; род. 6 марта 1990 года, Пул) — британский лыжник, участник 4 Олимпийских игр и 9 чемпионатов мира. Специалист дистанционных гонок, лучший британский лыжник XXI века. Младший брат британской лыжницы Пози Масгрейв.
Проживает в норвежском Тронхейме, тренируется в Норвегии.
В Кубке мира Масгрейв дебютировал 29 ноября 2008 года. За карьеру три раза попадал в тройку лучших на этапах Кубка мира и этапах многодневок. Лучшим достижением Масгрейва в общем итоговом зачёте Кубка мира является 12-е место в сезоне 2022/23.
Участвовал в четырёх подряд Олимпийских играх (2010, 2014, 2018, 2022). Лучший результат — седьмое место в скиатлоне на Олимпийских играх 2018 года (бронзовому призёру Масгрейв проиграл 15 сек).
За свою карьеру принимал участие в 9 подряд чемпионатах мира (2009—2025). Лучший результат — четвёртое место в масс-старте на 50 км свободным стилем на чемпионате мира 2017 года в Лахти (Масгрейв сумел опередить всех норвежцев и проиграл чемпиону Алексу Харви всего 2,9 сек). Это лучший в истории результат для британских лыжников на чемпионатах мира. Также британец был седьмым в скиатлоне на чемпионатах мира 2019, 2021 и 2025 годов. На чемпионате мира 2023 года стал 9-м в гонке с раздельным стартом на 15 км.
Использует лыжи, ботинки и крепления производства фирмы Salomon.